# ツーリストエキスパーツ
株式会社ツーリストエキスパーツは、東京都文京区に本社を置く派遣会社で、KNT-CTホールディングスグループの一社。通称TEX（てっくす）。2024年10月より、株式会社近鉄ＨＲパートナーズに社名を変更。近鉄グループホールディングスの子会社となった。

## 概要
KNT-CTホールディングスグループのインハウスの派遣会社で、旅行の添乗業務、空港での送迎、人材の派遣・教育、研修受託などの事業を行っている。
主な事業
- 労働者派遣事業（旅行添乗員、旅行・観光業務スタッフ、通訳等）
- 有料職業紹介事業
- 空港、海港、駅等における旅行業者・運送業者の旅客サービス業務代行
- 旅行業法に基づく旅程管理研修の実施
- 職業訓練（委託訓練） - 2010年8月中旬より公共職業能力開発施設から受託・開始[1]。

派遣スタッフ
- 約2500名（うち添乗員が約1000名）

許可・登録番号
- 一般労働者派遣事業 許可番号： 派 13-01-0616
- 有料職業紹介事業 許可番号： 13-01-ユ-0606
- 旅程管理登録研修機関 登録番号： 第14号

## 沿革
- 1978年（昭和53年）9月1日 - 株式会社ツーリストサービス（後の株式会社KNTツーリスト、近畿日本ツーリスト個人旅行株式会社に合併）設立。
- 1979年（昭和54年） - 近畿日本ツーリスト（初代・旧会社）の海外旅行添乗業務と成田国際空港における送迎（旅客案内）業務を受託。
- 1986年（昭和61年） - 株式会社ツーリストサービスに旅行業務受託事業部を開設。特定労働者派遣事業の許可。
- 1998年（平成10年）7月29日 - 株式会社ツーリストサービス旅行業務受託事業部門を独立させ、株式会社ツーリストエキスパーツを設立。一般労働者派遣事業の許可。
- 1999年（平成11年） - 本社を東京都中央区日本橋箱崎町（東京シティエアターミナル）に移転。
- 2001年（平成13年） - 有料職業紹介事業者の許可。
- 2005年（平成17年） - 旅程管理研修機関に登録。
- 2015年（平成27年） - 本社を東京都文京区本郷に移転。
- 2021年（令和3年） - 株式会社ツーリストサービス北海道(札幌市)を吸収合併。
- 2023年（令和5年） - 本社を東京都江東区枝川に移転。
- 2024年（令和6年） - 株式会社Ｋサポート(大阪市の人材派遣業・株式会社近鉄百貨店の子会社)を吸収合併。社名を「株式会社近鉄ＨＲパートナーズ」に改称。本社を大阪府大阪市浪速区湊町に移転。近鉄グループホールディングス㈱の子会社となる。

## 加盟団体
- 社団法人日本添乗サービス協会 正会員
- 一般社団法人日本人材派遣協会会員